# De primitieve paljassen
De primitieve paljassen is een kort stripverhaal uit de reeks van Suske en Wiske. Het is geschreven door Peter Van Gucht en getekend door Luc Morjaeu. Het verhaal werd gepubliceerd in Tros Kompas van 11 maart 2006 tot en met 5 augustus 2006.

## Personages
In dit verhaal spelen de volgende personages mee:
- Suske, Wiske, tante Sidonia, Lambik, Jerom, professor Barabas, neanderthalers, broer van Moe Mie (oom van Jerom).

## Uitvindingen
In dit verhaal spelen de volgende uitvindingen een rol:
- de draagbare teletijdmachine, de klankentapper.

## Het verhaal
Suske, Wiske en Sidonia worden door Lambik uitgenodigd voor een speciaal ontbijt. Lambik heeft een uitvinding gedaan die een revolutie zal ontketenen in de culinaire wereld: de V.O.M., oftewel de Volautomatische Ontbijt Machine. Dit logge apparaat is echter verre van perfect. Onze vrienden worden bestookt met allerlei etenswaren. Dan verschijnt professor Barabas met een verbeterde versie van de draagbare teletijdmachine. Voorheen werd alleen de drager van de machine weggeflitst, nu kunnen grotere objecten in de omgeving van de machine worden meegeflitst. Barabas wil de nieuwe machine met zijn vrienden uitproberen. Omdat Lambik ondertussen ook zijn V.O.M. test ontstaat er kortsluiting. De teletijdmachine werd geactiveerd en de gehele familie met het huis van Lambik erbij wordt weggeflitst naar het Pleistoceen, zo'n 11.000 jaar voor Christus.
Omdat er geen stroom, gas en waterleiding is, moeten ze zich zelf behelpen en primitief leren koken. Het vangen van dieren gaat hen niet gemakkelijk af, waarna ze een maaltijd van wortels en knollen verorberen. Na een nachtrust in de huiskamer bij het haardvuur worden ze de volgende ochtend gewekt door een viertal oermensen (homo sapiens). Dankzij Jerom worden de primitievelingen verjaagd, maar even later staan er een honderdtal voor de deur.
Jerom vecht tegen de bende, maar ontmoet dan een erg sterk exemplaar. Suske laat dan een vlieger op en als die wordt geraakt door een bliksemflits heeft de teletijdmachine genoeg energie om de vrienden terug naar hun eigen tijd te brengen. Maar Jerom is niet mee en de sterke oermens wel. Hij slaat alles kapot, maar bedaart plotseling als hij een foto van Moe Mie ziet staan. De vrienden halen Jerom ook naar hun eigen tijd en met de klankentapper volgt een gesprek met de oermens. Hij blijkt de broer van Moe Mie te zijn, die ooit in een gletsjer is gevallen. Hij is daar bevroren en later gevonden door een stam die hem opnam. Jerom en zijn oom vallen elkaar in de armen. De oermens ziet moderne uitvindingen, zoals de magnetron, de tv en de koelkast. Maar hij mist zijn vrienden, en wordt terug naar zijn tijd geflitst.

## Achtergronden bij het verhaal
- In dit verhaal krijgen Suske en Wiske weer gedeeltelijk hun oude kleding terug. De jurk van Wiske krijgt weer (korte) mouwen en Suske draagt weer een zwarte broek. Volgens de mening van Studio Vandersteen is een kleurencode bij stripfiguren belangrijk voor de herkenbaarheid. Vandaar de terugkeer naar de kleding zoals Willy Vandersteen ze bedacht had.
- We ontmoeten een familielid van Jerom, de broer van Moe Mie.

## Achtergronden bij de uitgaven
- De publicatie in Tros Kompas begon met twee aankondigingen van 1 strook op 4 maart 2006, waarna het verhaal volgde vanaf 11 maart 2006. Het is daarmee het derde verhaal, dat in deze televisiegids wordt gepubliceerd.
- Boekenclub ECI heeft in 2007 ter gelegenheid van haar 40-jarig bestaan een softcover versie van dit Suske en Wiske verhaal uitgebracht en exclusief ter beschikking gesteld voor haar leden. Het boek is gepersonaliseerd en bevat diverse extra pagina's met spelletjes.
- Tijdens de Tiende Oost Nederlandse stripbeurs in Zwolle op 12 mei 2007 verscheen een luxe uitgave van het verhaal. De luxe editie heeft een rode hardcover omslag, de oplage is 500 exemplaren.